# Поповица
Поповица је насеље у Србији у општини Неготин у Борском округу. Према попису из 2022. у насељу је било 214 становника (према попису из 2011. било је 345 становника, према попису из 2002. било је 487 становника а према попису из 1991. било је 606 становника).

## Положај села
Поповица је сточарско-ратарско сеоско насеље збијеног типа удаљено 23 километра западно од Неготина. Смештено је на просечно 410 метара надморске висине, на долинским странама Поповачке реке, десне притоке Јасеничке реке, с обе стране регионалног пута Плавна-Салаш. Северна географска ширина насеља је 44° 13’ 20”, источна географска дужина 22° 16’ 44”, а површина атара 4.700 хектара.
Село је северно од Сикола, на високој површи, у подножју и страни Дели Јована. Куће су у присоју на голој кречњачкој заравни која је између Банићке реке и потока Сибина. На истоку је удолина Ливађе, а на осталим странама су косице: Смиљчица, Љиљар, Блатанац и Стојево брдо. Између кућа теку потоци: Дубоки поток и Бориканац, који утичу у Сибин.

## Историја
Спада у старија сеоска насеља. Од свог оснивања до данас више пута је мењала свој микроположај (Селиште, Старо село, данашња локација од 18. века). Први пут се помиње у турским пописима у 16. веку (1530. године) као насеље са 35 кућа. Године 1586. је имало 30 кућа, 1846. 125, а 1866. године 192 куће.
На аустријској карти Темишварски Банат забележено је место Popvitz. Село Поповица се помиње 1736. године а 1784. године Popovitza. Године 1807. помиње се „Миша поповички кнез“ а 1811. године село Поповица. Забележено је да је Поповица 1924. године имала 350 кућа.
Постоји традиција да су се породице доселиле са Косова, преко села Луке, које је данас чисто влашко село. Становништво је из Луке довео неки поп, па је по њему село и добило назив. Скоро све породице имају куће и на појатама.
Данашње насеље је подељено на Горњи и Доњи крај, а крајеви на „мале“ (најпознатије су: Богићева, Борикићева, Чучојкова, Влашка, Ђурковићева, Циганска, Кумрићева, Иконићева, Ружићева, Ветрењчева, Шнајићева, Милићевићева, Боцићева, Симићева, Рајковићева, Алексићева, Паунска, Вемићева, Цокићева, Голубова, Нунићева и Рајићева мала). У њима су између два светска рата живеле следеће фамилије: Нунићи (слава Свети Јован), Ђурковићи (слава Свети Ђорђе), Кумрићи (слава Света Параскева), Чејкићи и Јањићи (слава св. Јован), Шнајићи (слава Свети Ђорђе), Голубинци или Голубичићи (слава Света Параскева), Богићи (слава Свети Јован), Јагликићи (слава Свети Ђорђе), Милинци, Голубовићи, Рајићи или Цокићи (слава Свети Јован), Симићи (слава Свети Симеон), Трифунци, Јеремићи, Рушићи, Пајићи или Главашеви (слава Свети Јован), Ђуричићи и Маркуличићи (слава Свети Ђорђе), Рајковићи (слава Свети Никола), Кучајнци и Паунци (слава Свети Јован), Остојићи, Алексићи и Јованчевићи (слава Света Параскева), Влашчићи (слава Света Параскева), Милојци, Клинчићи и Сарићи (слава Свети Ђорђе), Борикићи (слава Свети Никола), Боцићи (слава Свети Илија), Стоиловићи или Николићи (слава Свети Трифун), Миличићи (слава Свети Јован), Чучукани или Чучукановићи (слава Свети Никола), Павлићи или Делићи (слава Свети Лука), Стефановићи (слава Свети Никола), Стајанови (слава Свети Ђорђе), Мишићи (слава Света Параскева), Николићи (слава Света Параскева и Ваведење), Илићи, Николићи и Јоновићи (слава Света Параскева), Димитријевићи (слава Света Параскева), Михајловићи (слава Свети Арханђео), Ђурђевићи (слава Свети Арханђео) и Петровићи (слава Свети Арханђео).Заветина насеља је Спасовдан.
Црква брвнара у насељу, саграђена на темељима старих надгробних споменика, има богату и разноврсну декорацију у дрвету. На олтарским вратима уписана је година 1807. година, мада по неким изворима пише да црква потиче из 1857. године. Посвећена је Светој Тројици.
Становништво Поповице је српско, староседелачко и досељено.
Године 1921. Поповица је имала 350 кућа и 1.249 становника, 1948. 262 кућа и 1.111 становника, а 2002. године 282 кућа и 489 становника. Године 2007. на привременом раду у иностранству из овог насеља је око 120 становника (углавном у Аустрији и Словенији).
Основна школа у насељу је започела свој рад 1870. године. Школске 2006/2007. године имала је 4 ученика.
Земљорадничка задруга у Поповици је основана 1928. године (обновљена 1947. године као Земљорадничка набавно-продајна задруга). Електричну расвету насеље добија 1959. године, асфалтни пут 1978, нови Дом културе 1981, телефонске везе 1984, а водовод 1985-1990. године.

## Демографија
Према последњем попису из 2022. године у Поповици је живело 214 становника што је за 131 мање у односу на 2011. када је на попису било 345 становника. У насељу живи 205 пунолетних становника, а просечна старост становништва износи 59,93 година (57,62 код мушкараца и 62,04 код жена).
Према подацима пописа из 2022. у насељу има 110 домаћинства, а просечан број чланова по домаћинству је 1,95 а према истом попису у насељу има 206 стамбених јединица од којих је 120 насељених.
Ово насеље је великим делом насељено Србима (према попису из 2002. године), а у последња три пописа, примећен је пад у броју становника.
|  |

| Демографија | Демографија | Демографија |
| Година      | Становника  | Становника  |
| ----------- | ----------- | ----------- |
| 1948.       | 1.111       |             |
| 1953.       | 1.063       |             |
| 1961.       | 984         |             |
| 1971.       | 911         |             |
| 1981.       | 842         |             |
| 1991.       | 606         | 597         |
| 2002.       | 487         | 538         |
| 2011.       | 345         |             |
| 2022.       | 214         |             |

| Етнички састав према попису из 2002.‍ | Етнички састав према попису из 2002.‍ | Етнички састав према попису из 2002.‍ | Етнички састав према попису из 2002.‍ | Етнички састав према попису из 2002.‍ |
| ------------------------------------ | ------------------------------------ | ------------------------------------ | ------------------------------------ | ------------------------------------ |
|                                      |                                      |                                      |                                      |                                      |
| Срби                                 | Срби                                 |                                      | 482                                  | 98,97%                               |
| Црногорци                            | Црногорци                            |                                      | 1                                    | 0,20%                                |
| непознато                            | непознато                            |                                      | 4                                    | 0,82%                                |

| Година пописа     | 1948. | 1953. | 1961. | 1971. | 1981. | 1991. | 2002. |
| ----------------- | ----- | ----- | ----- | ----- | ----- | ----- | ----- |
| Број домаћинстава | 262   | 252   | 251   | 216   | 197   | 170   | 153   |

| Број чланова      | 1  | 2  | 3  | 4  | 5  | 6  | 7 | 8 | 9 | 10 и више | Просек |
| ----------------- | -- | -- | -- | -- | -- | -- | - | - | - | --------- | ------ |
| Број домаћинстава | 32 | 47 | 20 | 15 | 13 | 15 | 5 | 3 | 3 | 0         | 3,18   |

| Пол    | Укупно | Неожењен/Неудата | Ожењен/Удата | Удовац/Удовица | Разведен/Разведена | Непознато |
| ------ | ------ | ---------------- | ------------ | -------------- | ------------------ | --------- |
| Мушки  | 196    | 23               | 149          | 18             | 6                  | 0         |
| Женски | 239    | 19               | 149          | 56             | 15                 | 0         |
| УКУПНО | 435    | 42               | 298          | 74             | 21                 | 0         |

| Пол    | Укупно                    | Пољопривреда, лов и шумарство | Рибарство                            | Вађење руде и камена | Прерађивачка индустрија       |
| ------ | ------------------------- | ----------------------------- | ------------------------------------ | -------------------- | ----------------------------- |
| Мушки  | 98                        | 58                            | 0                                    | 0                    | 12                            |
| Женски | 90                        | 66                            | 0                                    | 0                    | 3                             |
| УКУПНО | 188                       | 124                           | 0                                    | 0                    | 15                            |
| Пол    | Производња и снабдевање   | Грађевинарство                | Трговина                             | Хотели и ресторани   | Саобраћај, складиштење и везе |
| Мушки  | 3                         | 2                             | 9                                    | 1                    | 5                             |
| Женски | 0                         | 1                             | 8                                    | 2                    | 0                             |
| УКУПНО | 3                         | 3                             | 17                                   | 3                    | 5                             |
| Пол    | Финансијско посредовање   | Некретнине                    | Државна управа и одбрана             | Образовање           | Здравствени и социјални рад   |
| Мушки  | 1                         | 0                             | 4                                    | 0                    | 1                             |
| Женски | 0                         | 0                             | 0                                    | 5                    | 5                             |
| УКУПНО | 1                         | 0                             | 4                                    | 5                    | 6                             |
| Пол    | Остале услужне активности | Приватна домаћинства          | Екстериторијалне организације и тела | Непознато            | Непознато                     |
| Мушки  | 1                         | 0                             | 0                                    | 1                    | 1                             |
| Женски | 0                         | 0                             | 0                                    | 0                    | 0                             |
| УКУПНО | 1                         | 0                             | 0                                    | 1                    | 1                             |